# اتاموللا
اتاموللا (به لاتین: Etamulla) یک منطقهٔ مسکونی در سری‌لانکا است که در استان مرکزی (سری‌لانکا) واقع شده‌است.